# Charles Eugène Gabriel de Virot de Sombreuil
Pour les articles homonymes, voir Virot.
 Charles Eugène Gabriel de Virot de Sombreuil, né le 11 juillet 1770, mort le 28 juillet 1795, fusillé à Vannes (Morbihan) pour sa participation à l'expédition de Quiberon, tentative de débarquement des Émigrés en Bretagne, est le fils de Charles François de Virot de Sombreuil.

## Biographie
Troisième enfant de Charles François de Virot, marquis de Sombreuil, maréchal de camp puis gouverneur des Invalides, et de Marie-Madeleine des Flottes de l'Eychoisier, il est né le 11 juillet 1770 au château de Leychoisier à Bonnac-la-Côte.
Sa sœur ainée, Marie-Maurille de Sombreuil, dame de Villelume, est née le 14 février 1768 au château de Leychoisier. Elle se serait rendue célèbre au mois de septembre 1792 en buvant un verre de sang provenant des victimes décapitées par les Révolutionnaires, lors des Massacres de Septembre, pour sauver la vie de son père, menacé en tant que défenseur royaliste du château des Tuileries. Cette version légendaire sera diffusée sous la Restauration. Elle est devenue célèbre dans sa reprise par les écrivains romantiques, et notamment par Victor Hugo.
Son père, le marquis de Sombreuil, ancien gouverneur des Invalides et son frère, Stanislas de Sombreuil sont guillotinés le 17 juin 1794. Leurs corps reposent au Cimetière de Picpus.  

### Militaire en France et à l'émigration
Capitaine de remplacement au régiment de La Marche cavalerie en 1788. Capitaine au régiment de hussards Esterhazy en 1789, au service de la Prusse en 1790, major commandant russe le 17 juin 1791, et courrier diplomatique du Roi de France entre Paris et Saint-Pétersbourg, envoyé en Finlande par l’impératrice Catherine II de Russie, capitaine de la cavalerie impériale russe et aide de camp de l’amiral prince de Nassau-Siegen en juin 1792, participe à la prise de Longwy sous les ordres du duc de Brunswick, mène les dragons et les hussards prussiens du régiment de Kohler, fait campagne contre Custine, combat à Arnhem et à Valmy (20 septembre 1792) dans les rangs prussiens. 
Il reçoit le brevet de colonel de cavalerie à la suite de la cavalerie française en émigration le 17 septembre 1792, et l’ordre du mérite prussien en 1793. Promu capitaine au régiment de Salm hussards en février 1793, signalé devant Mayence à la suite du prince Louis Ferdinand de Prusse le 17 juillet 1793, colonel commandant les hussards du prince de Salm au service de la Grande-Bretagne par brevet du duc d'York le 31 mai 1794, il sert les armées des émigrés sur le Rhin et en Hollande .

### L'expédition de Quiberon - La mission de sacrifice de la division de Sombreuil
Au mois d'avril 1795, les troupes des émigrés, combattant en Hollande contre les armées de la Révolution, ont subi de lourdes pertes. Il est donc décidé de regrouper leurs effectifs dans une nouvelle division, sous la direction de l'Angleterre, en fusionnant les anciens corps de Béon, Damas, Périgord, Rohan et de Salm, avec un potentiel de 1500 soldats aguerris. Ce corps de combat est confié au comte de Sombreuil, nommé brigadier général à l'âge de 25 ans. Il est destiné à venir en renfort des unités d'émigrés français venus d'Angleterre pour débarquer dans la presqu'île de Quiberon. Cette nouvelle unité est connue historiquement sous le nom de Division de Sombreuil : elle va connaître un sort funeste. 
L’expédition dirigée sur Quiberon a débuté par le débarquement à Carnac, le 27 juin 1795 d'un premier contingent de 3200 hommes venus d'Angleterre, composé d'un amalgame d'émigrés français peu aguerris et de prisonniers républicains extirpés des pontons britanniques. Ces derniers s'empresseront de trahir les troupes royalistes à la première occasion. On doit ajouter qu'une partie des chouans venus en renfort à Carnac se sont débandés au fur et à mesure du déroulement des combats. Enfin, les historiens s'accordent à reconnaître que le commandement conjoint du comte d'Hervilly et du comte de Puisaye a entraîné une grave confusion et que leurs dissensions ont provoqué la défaite des troupes royalistes.
Lorsque la division de Sombreuil partie de Hollande est parvenue au large de Quiberon le 16 juillet 1795 sur le bateau Discovery, la Bataille de Plouharnel était déjà pratiquement achevée : elle consacrait la défaite sans retour des royalistes face aux troupes du général Hoche.
Le comte d'Hervilly était blessé à mort. Le comte de Puisaye, quant à lui, devait s'empresser de rembarquer sur un bateau anglais en même temps que les émigrés et les chouans. Les royalistes étaient gravement menacés par l'artillerie républicaine du Fort de Penthièvre que les troupes de Hoche avaient réussi à investir dans la nuit du 20 juillet, grâce à la trahison des ex-républicains ralliés. Ce fort verrouillait la presqu'île et interdisait toute retraite des armées du comte de Puisaye par voie de terre. Seule restait la voie maritime. Une partie seulement des royaliste est parvenue à rembarquer sur les vaisseaux britanniques, sous la mitraille révolutionnaire.  
Avant de s'enfuir devant l'ennemi, le comte de Puisaye, ayant prévu la catastrophe, s'empresse de transmettre le commandement au comte de Sombreuil qui assumera une mission de sacrifice : il va devoir mettre sa division fraîchement débarquée au service des émigrés et des chouans, bloqués sur la presqu'île comme dans une souricière, pour les protéger des représailles républicaines dont les hordes débouchaient du fort de Penthièvre. Lors des combats d'arrière-garde, les hommes de la division de Sombreuil font preuve de courage, mais, faute de munitions et surtout d'artillerie, ils doivent se réfugier au fond de la presqu'île en attendant le résultat des pourparlers entre le général Hoche et le comte de Sombreuil.
Il fut convenu que Charles de Sombreuil devait faire interrompre les tirs d'artillerie des vaisseaux anglais qui menaçaient les républicains, ce qui fut fait. La flotte anglaise s'est éloignée définitivement: en échange de quoi, le général Hoche s'est engagé formellement à laisser la vie sauve aux royalistes qui se sont rendus en toute confiance sur l'injonction du comte de Sombreuil .  
"Héros de Quiberon" dernier défenseur des "blancs" devant les "bleus", le comte de Sombreuil a donc capitulé devant le général Hoche, sur la plage de Porigo à Port Haliguen en Quiberon , à la condition formelle que ses soldats soient épargnés, traités en prisonniers de guerre, et que lui-seul subisse les conséquences de la tragédie. Le général Hoche donna une suite favorable à sa demande et fit en sorte que la vie des émigrés faits prisonniers soit épargnée. Mais les commissaires de la Révolution française n'ont pas respecté la parole du vainqueur de Quiberon et ont fusillé 750 victimes à Vannes et à Auray. Elles sont inhumées avec le général de Sombreuil au champ des martyrs.
Emmené à Auray, le comte de Sombreuil est présenté, le 9 thermidor an III, devant une commission militaire désignée par le général Lemoine ainsi que 17 autres prisonniers (dont 3 nobles et 11 prêtres), dont Monseigneur Urbain-René de Hercé, évêque de Dol. Condamnés à être fusillés, ils sont emmenés à Vannes pour y subir le jugement dans les 24 heures. Le 10 thermidor an III (28 juillet 1795) à 10 h, les condamnés sont emmenés au lieu de l'exécution au plateau de la Garenne. Ils reposent dans la chapelle expiatoire du Champ-des-Martyrs à Brech près d'Auray, dont le fronton est orné du buste de Charles de Sombreuil.

## Le trésor de Sombreuil: une légende?
Selon certains documents d'archives évoqués par Louis Ogès, un trésor dit "trésor de Sombreuil" (« 600 doubles louis, 3 000 pièces d'or anglaises, un écrin contenant ses bijoux de famille, une tabatière en or », etc..) car il appartenait au comte de Sombreuil, serait peut-être caché non loin du bourg de Querrien, enfoui là par son domestique Kerlosquet à qui son maître l'avait confié, lors de l'expédition de Quiberon avant d'être arrêté, puis fusillé.